# Куниппы

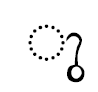

Куниппы (കുനിപ്പ്) — диакритический знак (сварачихнам) в письменности малаялам, является огласовкой, соответствующий букве укарам (ഉ). Куниппы имеет насколько стилей написания, компьютерный вариант отличается от книжных, в книгах чаще изображается в виде контактного кружка под буквой. Если в конце слова стоит куниппы и вирам, тогда надо читать «Ы». Огласовка долгим «У» называется диргха куниппы — ൂ.
Пример: Кувейт — കുവൈറ്റ്‌